# Friederike Luise von Preußen

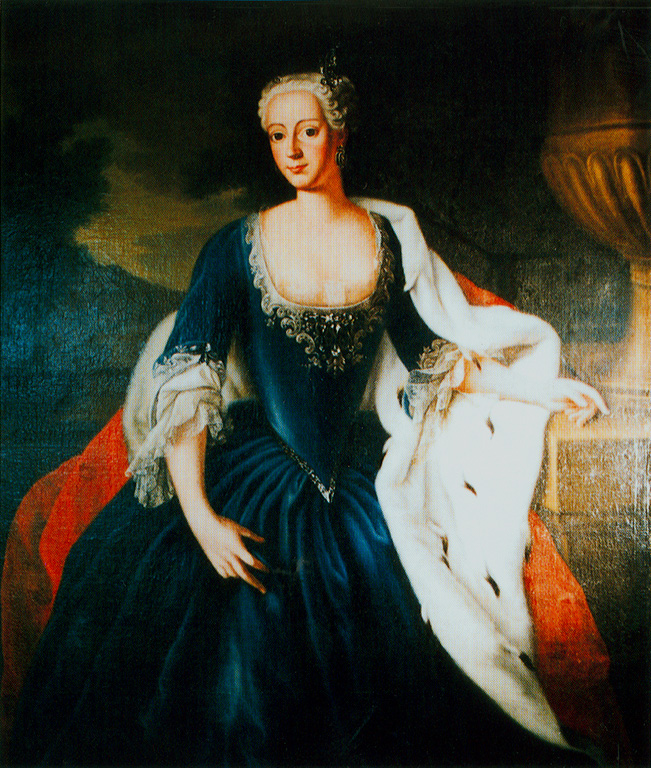
Friederike Luise von Preußen, Markgräfin von Brandenburg-Ansbach (Johann Christian Sperling, um 1746)

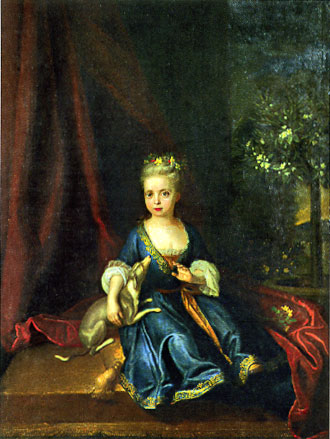
Die junge Prinzessin

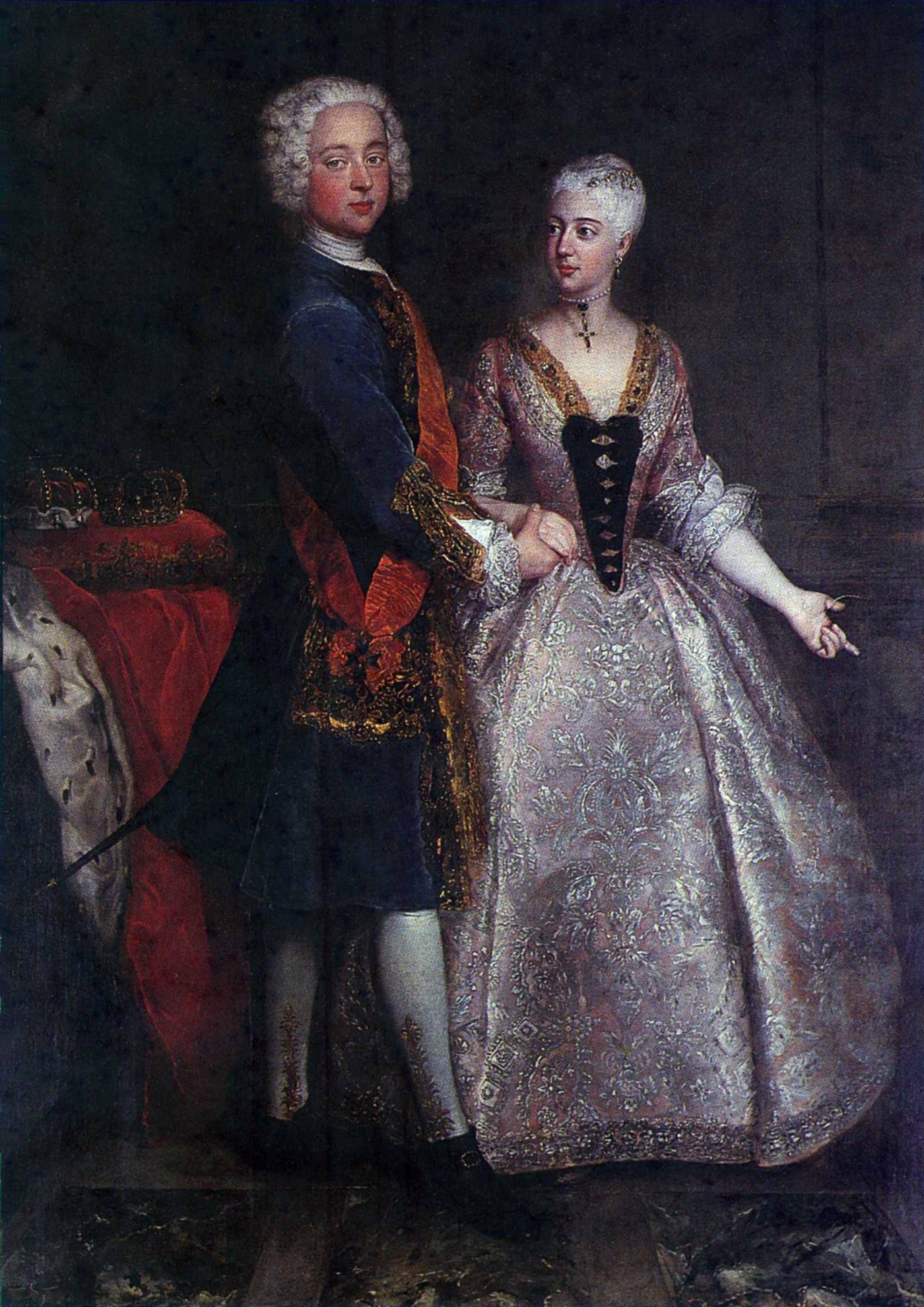
Brautporträt von Friederike Luise mit Markgraf Carl Wilhelm Friedrich von Brandenburg-Ansbach (Antoine Pesne, 1729)

Friederike Luise von Preußen, Markgräfin von Brandenburg-Ansbach

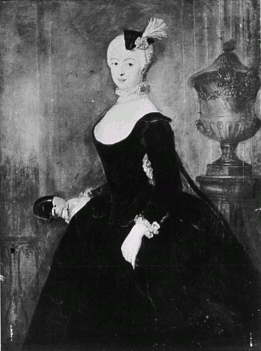
Unbekannte Hofdame der Königin Elisabeth Christine von Preußen (Gemälde von Antoine Pesne) Original hängt in Schloss Schönhausen (Berlin)

Friederike Luise von Ansbach (* 28. September 1714 in Berlin; † 4. Februar 1784 auf ihrem Alterssitz, Schloss Unterschwaningen bei Ansbach) war eine Tochter des preußischen Königs Friedrich Wilhelm I. und seiner Gemahlin Sophie Dorothea, Prinzessin von Hannover.

## Kindheit
Nach dem Tod ihrer älteren Schwester Charlotte Albertine (1713–1714) erfuhr die Prinzessin besondere Nachsicht und durfte verhältnismäßig frei aufwachsen. Deshalb wurde sie oft als vorschnell, mit der Neigung zu voreiligen Worten, beschrieben. Ihre Schwester Wilhelmine von Bayreuth kritisiert sie in ihren Memoiren als ‚launisches und kleinliches Wesen‘. Jedoch rühmte sie ihre Begabung und ihre Schönheit.

## Ehe
Friederike Luise wurde am 30. Mai 1729 mit 14 Jahren in Berlin mit Carl Wilhelm Friedrich, Markgraf von Brandenburg-Ansbach (1712–1757), dem „wilden Markgrafen“, verheiratet. Angestrebt wurde diese Ehe von der Ansbacher Regentin Christiane Charlotte, aber auch von ihrem Vater Friedrich Wilhelm I., der damit versuchte, seine Macht im Süden des Reiches auszudehnen.
Ihr Bruder König Friedrich II. unterstützte sie (Apanage) und erhielt im Gegenzug ein Regiment Soldaten aus Ansbach (ebenso erging es der in Bayreuth verheirateten Schwester Wilhelmine). Diese nicht aus Preußen stammenden Truppen haben erfolgreich für Preußen gekämpft; sie erscheinen im Text zum Hohenfriedberger Marsch: „Auf Ansbach Dragoner, auf Ansbach-Bayreuth“.
Die Ehe verlief nicht glücklich. Der Markgraf warf dem preußischen König Friedrich Wilhelm I. vor, er habe ihn mit der Heirat betrogen. Er habe nur im Sinn gehabt, sein Land an Preußen zu bringen. Schon auf der Reise nach Ansbach im Juni 1729 war Friederike Luise an Symptomen erkrankt, die an die Stoffwechselkrankheit Porphyrie denken lassen, an der deren Vater gelitten hat. Sie plagten Übelkeit, Erbrechen und immer wieder so schwere Ohnmacht, dass man sie für tot halten konnte, sie war „gleichsam erstorben geschienen“. Als das Paar Ansbach erreichte, „ging der Herr Markgraf zu Fuß die Treppe hinauf, Ihro Hoheit aber wurden in einer magnifiquen porte chaise getragen“. Muskelschwäche oder gar Lähmungen können mit der Porphyrie einhergehen. Der Markgraf warf ihr vor, sie hinke und habe schlechte Zähne. Er könne nicht bei ihr schlafen. Sie würde auch keine Kinder bekommen.

Kronprinz Friedrich von Preußen kommentierte schon im Februar 1732 die Ehe so: „Meine Ansbacher Schwester und ihr Herr Gemahl hassen sich wie das Feuer.“ («... ma sœur d’Anspac et Mr. son mari qui se haïssent comme le feu.») An einer Fensterscheibe im Familienzimmer der Ansbacher Residenz verewigte die Markgräfin sogar ihr Leid: Sie ritzte mit einem Diamanten folgenden Spruch in das Glas: «Je souffre sans oser le dire». („Ich leide, ohne dass ich es zu sagen wage.“) Bis 1945 war diese Scheibe erhalten, dann ging sie während des Zweiten Weltkrieges durch eine Bombenexplosion zu Bruch.
1730 unternahm Friedrich Wilhelm I. die so folgenschwere Reise zu den Höfen Süddeutschlands, in deren Verlauf der Kronprinz seinen Fluchtversuch unternahm.
- Siehe Hans Hermann von Katte

Am Anfang der Reise weilte der Preußenkönig einige Tage in Ansbach, um die Finanzlage des Markgrafen zu analysieren und nach Wegen aus der Misere zu suchen. Für die Falknerei hatte der Markgraf bis Februar 1736 z. B. 40.000 Taler ausgegeben. Der König verordnete seinem Schwiegersohn bittere Medizin, die später so genannten preußischen Tugenden, mit deren Hilfe er schon die Staatsfinanzen Preußens saniert hatte. Der Markgraf müsse seinen Lebensstil einschränken. Er müsse sparen, sich um sein Land kümmern und Haushaltsdisziplin üben. Für ein Darlehen des Königs musste der Markgraf schließlich 8 % Zinsen zahlen. Das Darlehen habe ihm „mehr Verlust als Gewinn“ gebracht, beschwerte er sich. Sollte der Markgraf gedacht haben, dieser Preußenkönig finanziere ihm seinen feudalen Lebensstil, dann war das ein fundamentaler Irrtum.
Friederike Louise schenkte dem Erbprinzen Carl Friedrich August am 8. April 1733 das Leben. 1736 wurde der spätere Markgraf Karl Alexander geboren. Bald danach hatte sie noch eine Fehlgeburt.

Bereits einen Tag nach der Geburt des Erbprinzen erhält Friederike Louise die Hofmark Unterschwaningen als Lehenssitz auf Lebensdauer übertragen. Jedoch starb der Erbprinz Carl Friedrich August am 8. Mai 1737. Der Markgraf und der gesamte Hof gaben Friederike Louise die Schuld am Tod des Kindes. Woraufhin ein Bruch durch ihre Ehe ging und sie sich immer mehr in die Abgeschiedenheit von Unterschwaningen zurückzog. In den folgenden Jahren ließ sie das dortige Schloss ausbauen und kunstverständig gestalten.
Auch nach dem Tod des Markgrafen 1757 kehrte Friederike Louise nicht an den Hof nach Ansbach zurück. Selbst ihr eigener Sohn hatte sich in der Zwischenzeit von ihr abgewendet. Ihre Einsamkeit und ihr Leid steigerten sich im Laufe der Jahre zu einer Depression.
Am Mittwoch, dem 4. Februar 1784 schrieb der Pfarrer von Unterschwaningen ins Sterberegister: „Mittags um 3/4 auf 1 Uhr ist allhier nach einer Krankheit, die sechs Wochen dauerte und anfangs nicht so gefährlich zu sein schien, in dem allhiesigen Schlosse in Gott selig verschieden weiland Ihre Königliche Hoheit, die Durchlauchtigste Fürstin Friederica Louise, geborene kgl. Prinzessin in Preußen, verwitwete Frau Markgräfin von Brandenburg-Ansbach und Culmbach, die 39 Jahre und 1/2 Jahr allhier in Schwaningen aufhielten und in christlicher Stille und Einsamkeit die Tage ihres ruhmvollen Lebens beschlossen“.
Die Bibliothek der Markgräfin stand lange Zeit im Direktorenzimmer der Universitätsbibliothek Erlangen-Nürnberg, befindet sich jedoch mittlerweile im Wesentlichen im dortigen Dozentenlesesaal.

## Nachkommen
- Karl Friedrich August (* 7. April 1733; † 9. Mai 1737) starb bereits mit vier Jahren.
- Karl Alexander (* 24. Februar 1736; † 1806) wurde Nachfolger des „wilden Markgrafen“. Er erbte Bayreuth, dankte später ab und ging nach England, nachdem Preußen ihm eine Leibrente für die beiden Markgraftümer Brandenburg-Ansbach und Brandenburg-Bayreuth ausgesetzt hatte. Napoléon übergab 1806 das Fürstentum Ansbach und 1810 das Fürstentum Bayreuth an das Königreich Bayern

## Vorfahren
| Georg Wilhelm (Kurfürst von Brandenburg, Herzog in Preußen) ⚭ Elisabeth Charlotte | Georg Wilhelm (Kurfürst von Brandenburg, Herzog in Preußen) ⚭ Elisabeth Charlotte | Georg Wilhelm (Kurfürst von Brandenburg, Herzog in Preußen) ⚭ Elisabeth Charlotte | Georg Wilhelm (Kurfürst von Brandenburg, Herzog in Preußen) ⚭ Elisabeth Charlotte | Georg Wilhelm (Kurfürst von Brandenburg, Herzog in Preußen) ⚭ Elisabeth Charlotte | Georg Wilhelm (Kurfürst von Brandenburg, Herzog in Preußen) ⚭ Elisabeth Charlotte |                                    |                                    | Friedrich Heinrich (Statthalter der Vereinigten Niederlande) ⚭ Amalie | Friedrich Heinrich (Statthalter der Vereinigten Niederlande) ⚭ Amalie | Friedrich Heinrich (Statthalter der Vereinigten Niederlande) ⚭ Amalie | Friedrich Heinrich (Statthalter der Vereinigten Niederlande) ⚭ Amalie | Friedrich Heinrich (Statthalter der Vereinigten Niederlande) ⚭ Amalie | Friedrich Heinrich (Statthalter der Vereinigten Niederlande) ⚭ Amalie |                                   |                                   | Georg (Fürst von Calenberg) ⚭ Anna Eleonore           | Georg (Fürst von Calenberg) ⚭ Anna Eleonore           | Georg (Fürst von Calenberg) ⚭ Anna Eleonore           | Georg (Fürst von Calenberg) ⚭ Anna Eleonore           | Georg (Fürst von Calenberg) ⚭ Anna Eleonore           | Georg (Fürst von Calenberg) ⚭ Anna Eleonore           |                                |                                | Friedrich V. (Kurfürst von der Pfalz, König von Böhmen) ⚭ Elisabeth Stuart | Friedrich V. (Kurfürst von der Pfalz, König von Böhmen) ⚭ Elisabeth Stuart | Friedrich V. (Kurfürst von der Pfalz, König von Böhmen) ⚭ Elisabeth Stuart | Friedrich V. (Kurfürst von der Pfalz, König von Böhmen) ⚭ Elisabeth Stuart | Friedrich V. (Kurfürst von der Pfalz, König von Böhmen) ⚭ Elisabeth Stuart | Friedrich V. (Kurfürst von der Pfalz, König von Böhmen) ⚭ Elisabeth Stuart |                                        |                                        | Georg (Fürst von Calenberg) ⚭ Anna Eleonore                | Georg (Fürst von Calenberg) ⚭ Anna Eleonore                | Georg (Fürst von Calenberg) ⚭ Anna Eleonore                | Georg (Fürst von Calenberg) ⚭ Anna Eleonore                | Georg (Fürst von Calenberg) ⚭ Anna Eleonore                | Georg (Fürst von Calenberg) ⚭ Anna Eleonore                |  |  | Alexandre Desmier ⚭ Jacquette Poussard | Alexandre Desmier ⚭ Jacquette Poussard | Alexandre Desmier ⚭ Jacquette Poussard | Alexandre Desmier ⚭ Jacquette Poussard | Alexandre Desmier ⚭ Jacquette Poussard | Alexandre Desmier ⚭ Jacquette Poussard |  |  |  |  |  |  |  |  |  |  |  |  |  |  |  |  |  |  |  |  |  |  |  |  |  |  |  |  |  |  |  |  |  |  |  |  |
| Georg Wilhelm (Kurfürst von Brandenburg, Herzog in Preußen) ⚭ Elisabeth Charlotte | Georg Wilhelm (Kurfürst von Brandenburg, Herzog in Preußen) ⚭ Elisabeth Charlotte | Georg Wilhelm (Kurfürst von Brandenburg, Herzog in Preußen) ⚭ Elisabeth Charlotte | Georg Wilhelm (Kurfürst von Brandenburg, Herzog in Preußen) ⚭ Elisabeth Charlotte | Georg Wilhelm (Kurfürst von Brandenburg, Herzog in Preußen) ⚭ Elisabeth Charlotte | Georg Wilhelm (Kurfürst von Brandenburg, Herzog in Preußen) ⚭ Elisabeth Charlotte |                                    |                                    | Friedrich Heinrich (Statthalter der Vereinigten Niederlande) ⚭ Amalie | Friedrich Heinrich (Statthalter der Vereinigten Niederlande) ⚭ Amalie | Friedrich Heinrich (Statthalter der Vereinigten Niederlande) ⚭ Amalie | Friedrich Heinrich (Statthalter der Vereinigten Niederlande) ⚭ Amalie | Friedrich Heinrich (Statthalter der Vereinigten Niederlande) ⚭ Amalie | Friedrich Heinrich (Statthalter der Vereinigten Niederlande) ⚭ Amalie |                                   |                                   | Georg (Fürst von Calenberg) ⚭ Anna Eleonore           | Georg (Fürst von Calenberg) ⚭ Anna Eleonore           | Georg (Fürst von Calenberg) ⚭ Anna Eleonore           | Georg (Fürst von Calenberg) ⚭ Anna Eleonore           | Georg (Fürst von Calenberg) ⚭ Anna Eleonore           | Georg (Fürst von Calenberg) ⚭ Anna Eleonore           |                                |                                | Friedrich V. (Kurfürst von der Pfalz, König von Böhmen) ⚭ Elisabeth Stuart | Friedrich V. (Kurfürst von der Pfalz, König von Böhmen) ⚭ Elisabeth Stuart | Friedrich V. (Kurfürst von der Pfalz, König von Böhmen) ⚭ Elisabeth Stuart | Friedrich V. (Kurfürst von der Pfalz, König von Böhmen) ⚭ Elisabeth Stuart | Friedrich V. (Kurfürst von der Pfalz, König von Böhmen) ⚭ Elisabeth Stuart | Friedrich V. (Kurfürst von der Pfalz, König von Böhmen) ⚭ Elisabeth Stuart |                                        |                                        | Georg (Fürst von Calenberg) ⚭ Anna Eleonore                | Georg (Fürst von Calenberg) ⚭ Anna Eleonore                | Georg (Fürst von Calenberg) ⚭ Anna Eleonore                | Georg (Fürst von Calenberg) ⚭ Anna Eleonore                | Georg (Fürst von Calenberg) ⚭ Anna Eleonore                | Georg (Fürst von Calenberg) ⚭ Anna Eleonore                |  |  | Alexandre Desmier ⚭ Jacquette Poussard | Alexandre Desmier ⚭ Jacquette Poussard | Alexandre Desmier ⚭ Jacquette Poussard | Alexandre Desmier ⚭ Jacquette Poussard | Alexandre Desmier ⚭ Jacquette Poussard | Alexandre Desmier ⚭ Jacquette Poussard |  |  |  |  |  |  |  |  |  |  |  |  |  |  |  |  |  |  |  |  |  |  |  |  |  |  |  |  |  |  |  |  |  |  |  |  |
| Friedrich Wilhelm (Kurfürst von Brandenburg und Herzog in Preußen)                | Friedrich Wilhelm (Kurfürst von Brandenburg und Herzog in Preußen)                | Friedrich Wilhelm (Kurfürst von Brandenburg und Herzog in Preußen)                | Friedrich Wilhelm (Kurfürst von Brandenburg und Herzog in Preußen)                | Friedrich Wilhelm (Kurfürst von Brandenburg und Herzog in Preußen)                | Friedrich Wilhelm (Kurfürst von Brandenburg und Herzog in Preußen)                |                                    |                                    | Luise                                                                 | Luise                                                                 | Luise                                                                 | Luise                                                                 | Luise                                                                 | Luise                                                                 |                                   |                                   | Ernst August (Kurfürst von Hannover)                  | Ernst August (Kurfürst von Hannover)                  | Ernst August (Kurfürst von Hannover)                  | Ernst August (Kurfürst von Hannover)                  | Ernst August (Kurfürst von Hannover)                  | Ernst August (Kurfürst von Hannover)                  |                                |                                | Sophie (Kurfürstin von Hannover)                                           | Sophie (Kurfürstin von Hannover)                                           | Sophie (Kurfürstin von Hannover)                                           | Sophie (Kurfürstin von Hannover)                                           | Sophie (Kurfürstin von Hannover)                                           | Sophie (Kurfürstin von Hannover)                                           |                                        |                                        | Georg Wilhelm (Fürst von Lüneburg)                         | Georg Wilhelm (Fürst von Lüneburg)                         | Georg Wilhelm (Fürst von Lüneburg)                         | Georg Wilhelm (Fürst von Lüneburg)                         | Georg Wilhelm (Fürst von Lüneburg)                         | Georg Wilhelm (Fürst von Lüneburg)                         |  |  | Eleonore d’Olbreuse                    | Eleonore d’Olbreuse                    | Eleonore d’Olbreuse                    | Eleonore d’Olbreuse                    | Eleonore d’Olbreuse                    | Eleonore d’Olbreuse                    |  |  |  |  |  |  |  |  |  |  |  |  |  |  |  |  |  |  |  |  |  |  |  |  |  |  |  |  |  |  |  |  |  |  |  |  |
| Friedrich Wilhelm (Kurfürst von Brandenburg und Herzog in Preußen)                | Friedrich Wilhelm (Kurfürst von Brandenburg und Herzog in Preußen)                | Friedrich Wilhelm (Kurfürst von Brandenburg und Herzog in Preußen)                | Friedrich Wilhelm (Kurfürst von Brandenburg und Herzog in Preußen)                | Friedrich Wilhelm (Kurfürst von Brandenburg und Herzog in Preußen)                | Friedrich Wilhelm (Kurfürst von Brandenburg und Herzog in Preußen)                |                                    |                                    | Luise                                                                 | Luise                                                                 | Luise                                                                 | Luise                                                                 | Luise                                                                 | Luise                                                                 |                                   |                                   | Ernst August (Kurfürst von Hannover)                  | Ernst August (Kurfürst von Hannover)                  | Ernst August (Kurfürst von Hannover)                  | Ernst August (Kurfürst von Hannover)                  | Ernst August (Kurfürst von Hannover)                  | Ernst August (Kurfürst von Hannover)                  |                                |                                | Sophie (Kurfürstin von Hannover)                                           | Sophie (Kurfürstin von Hannover)                                           | Sophie (Kurfürstin von Hannover)                                           | Sophie (Kurfürstin von Hannover)                                           | Sophie (Kurfürstin von Hannover)                                           | Sophie (Kurfürstin von Hannover)                                           |                                        |                                        | Georg Wilhelm (Fürst von Lüneburg)                         | Georg Wilhelm (Fürst von Lüneburg)                         | Georg Wilhelm (Fürst von Lüneburg)                         | Georg Wilhelm (Fürst von Lüneburg)                         | Georg Wilhelm (Fürst von Lüneburg)                         | Georg Wilhelm (Fürst von Lüneburg)                         |  |  | Eleonore d’Olbreuse                    | Eleonore d’Olbreuse                    | Eleonore d’Olbreuse                    | Eleonore d’Olbreuse                    | Eleonore d’Olbreuse                    | Eleonore d’Olbreuse                    |  |  |  |  |  |  |  |  |  |  |  |  |  |  |  |  |  |  |  |  |  |  |  |  |  |  |  |  |  |  |  |  |  |  |  |  |
|                                                                                   |                                                                                   |                                                                                   |                                                                                   |                                                                                   |                                                                                   |                                    |                                    |                                                                       |                                                                       |                                                                       |                                                                       |                                                                       |                                                                       |                                   |                                   |                                                       |                                                       |                                                       |                                                       |                                                       |                                                       |                                |                                |                                                                            |                                                                            |                                                                            |                                                                            |                                                                            |                                                                            |                                        |                                        |                                                            |                                                            |                                                            |                                                            |                                                            |                                                            |  |  |                                        |                                        |                                        |                                        |                                        |                                        |  |  |  |  |  |  |  |  |  |  |  |  |  |  |  |  |  |  |  |  |  |  |  |  |  |  |  |  |  |  |  |  |  |  |  |  |
|                                                                                   |                                                                                   |                                                                                   |                                                                                   |                                                                                   |                                                                                   |                                    |                                    |                                                                       |                                                                       |                                                                       |                                                                       |                                                                       |                                                                       |                                   |                                   |                                                       |                                                       |                                                       |                                                       |                                                       |                                                       |                                |                                |                                                                            |                                                                            |                                                                            |                                                                            |                                                                            |                                                                            |                                        |                                        |                                                            |                                                            |                                                            |                                                            |                                                            |                                                            |  |  |                                        |                                        |                                        |                                        |                                        |                                        |  |  |  |  |  |  |  |  |  |  |  |  |  |  |  |  |  |  |  |  |  |  |  |  |  |  |  |  |  |  |  |  |  |  |  |  |
|                                                                                   |                                                                                   |                                                                                   |                                                                                   |                                                                                   |                                                                                   |                                    |                                    | Friedrich I. (König in Preußen)                                       | Friedrich I. (König in Preußen)                                       | Friedrich I. (König in Preußen)                                       | Friedrich I. (König in Preußen)                                       | Friedrich I. (König in Preußen)                                       | Friedrich I. (König in Preußen)                                       |                                   |                                   | Sophie Charlotte (Königin in Preußen)                 | Sophie Charlotte (Königin in Preußen)                 | Sophie Charlotte (Königin in Preußen)                 | Sophie Charlotte (Königin in Preußen)                 | Sophie Charlotte (Königin in Preußen)                 | Sophie Charlotte (Königin in Preußen)                 |                                |                                | Georg I. (König von Großbritannien)                                        | Georg I. (König von Großbritannien)                                        | Georg I. (König von Großbritannien)                                        | Georg I. (König von Großbritannien)                                        | Georg I. (König von Großbritannien)                                        | Georg I. (König von Großbritannien)                                        |                                        |                                        | Sophie Dorothea                                            | Sophie Dorothea                                            | Sophie Dorothea                                            | Sophie Dorothea                                            | Sophie Dorothea                                            | Sophie Dorothea                                            |  |  |                                        |                                        |                                        |                                        |                                        |                                        |  |  |  |  |  |  |  |  |  |  |  |  |  |  |  |  |  |  |  |  |  |  |  |  |  |  |  |  |  |  |  |  |  |  |  |  |
|                                                                                   |                                                                                   |                                                                                   |                                                                                   |                                                                                   |                                                                                   |                                    |                                    | Friedrich I. (König in Preußen)                                       | Friedrich I. (König in Preußen)                                       | Friedrich I. (König in Preußen)                                       | Friedrich I. (König in Preußen)                                       | Friedrich I. (König in Preußen)                                       | Friedrich I. (König in Preußen)                                       |                                   |                                   | Sophie Charlotte (Königin in Preußen)                 | Sophie Charlotte (Königin in Preußen)                 | Sophie Charlotte (Königin in Preußen)                 | Sophie Charlotte (Königin in Preußen)                 | Sophie Charlotte (Königin in Preußen)                 | Sophie Charlotte (Königin in Preußen)                 |                                |                                | Georg I. (König von Großbritannien)                                        | Georg I. (König von Großbritannien)                                        | Georg I. (König von Großbritannien)                                        | Georg I. (König von Großbritannien)                                        | Georg I. (König von Großbritannien)                                        | Georg I. (König von Großbritannien)                                        |                                        |                                        | Sophie Dorothea                                            | Sophie Dorothea                                            | Sophie Dorothea                                            | Sophie Dorothea                                            | Sophie Dorothea                                            | Sophie Dorothea                                            |  |  |                                        |                                        |                                        |                                        |                                        |                                        |  |  |  |  |  |  |  |  |  |  |  |  |  |  |  |  |  |  |  |  |  |  |  |  |  |  |  |  |  |  |  |  |  |  |  |  |
|                                                                                   |                                                                                   |                                                                                   |                                                                                   |                                                                                   |                                                                                   |                                    |                                    |                                                                       |                                                                       |                                                                       |                                                                       |                                                                       |                                                                       |                                   |                                   |                                                       |                                                       |                                                       |                                                       |                                                       |                                                       |                                |                                |                                                                            |                                                                            |                                                                            |                                                                            |                                                                            |                                                                            |                                        |                                        |                                                            |                                                            |                                                            |                                                            |                                                            |                                                            |  |  |                                        |                                        |                                        |                                        |                                        |                                        |  |  |  |  |  |  |  |  |  |  |  |  |  |  |  |  |  |  |  |  |  |  |  |  |  |  |  |  |  |  |  |  |  |  |  |  |
|                                                                                   |                                                                                   |                                                                                   |                                                                                   |                                                                                   |                                                                                   |                                    |                                    |                                                                       |                                                                       |                                                                       |                                                                       |                                                                       |                                                                       |                                   |                                   |                                                       |                                                       |                                                       |                                                       |                                                       |                                                       |                                |                                |                                                                            |                                                                            |                                                                            |                                                                            |                                                                            |                                                                            |                                        |                                        |                                                            |                                                            |                                                            |                                                            |                                                            |                                                            |  |  |                                        |                                        |                                        |                                        |                                        |                                        |  |  |  |  |  |  |  |  |  |  |  |  |  |  |  |  |  |  |  |  |  |  |  |  |  |  |  |  |  |  |  |  |  |  |  |  |
|                                                                                   |                                                                                   |                                                                                   |                                                                                   |                                                                                   |                                                                                   |                                    |                                    |                                                                       |                                                                       |                                                                       |                                                                       |                                                                       |                                                                       |                                   |                                   | Friedrich Wilhelm I. (König in Preußen)               | Friedrich Wilhelm I. (König in Preußen)               | Friedrich Wilhelm I. (König in Preußen)               | Friedrich Wilhelm I. (König in Preußen)               | Friedrich Wilhelm I. (König in Preußen)               | Friedrich Wilhelm I. (König in Preußen)               |                                |                                | Sophie Dorothea (Königin in Preußen)                                       | Sophie Dorothea (Königin in Preußen)                                       | Sophie Dorothea (Königin in Preußen)                                       | Sophie Dorothea (Königin in Preußen)                                       | Sophie Dorothea (Königin in Preußen)                                       | Sophie Dorothea (Königin in Preußen)                                       |                                        |                                        |                                                            |                                                            |                                                            |                                                            |                                                            |                                                            |  |  |                                        |                                        |                                        |                                        |                                        |                                        |  |  |  |  |  |  |  |  |  |  |  |  |  |  |  |  |  |  |  |  |  |  |  |  |  |  |  |  |  |  |  |  |  |  |  |  |
|                                                                                   |                                                                                   |                                                                                   |                                                                                   |                                                                                   |                                                                                   |                                    |                                    |                                                                       |                                                                       |                                                                       |                                                                       |                                                                       |                                                                       |                                   |                                   | Friedrich Wilhelm I. (König in Preußen)               | Friedrich Wilhelm I. (König in Preußen)               | Friedrich Wilhelm I. (König in Preußen)               | Friedrich Wilhelm I. (König in Preußen)               | Friedrich Wilhelm I. (König in Preußen)               | Friedrich Wilhelm I. (König in Preußen)               |                                |                                | Sophie Dorothea (Königin in Preußen)                                       | Sophie Dorothea (Königin in Preußen)                                       | Sophie Dorothea (Königin in Preußen)                                       | Sophie Dorothea (Königin in Preußen)                                       | Sophie Dorothea (Königin in Preußen)                                       | Sophie Dorothea (Königin in Preußen)                                       |                                        |                                        |                                                            |                                                            |                                                            |                                                            |                                                            |                                                            |  |  |                                        |                                        |                                        |                                        |                                        |                                        |  |  |  |  |  |  |  |  |  |  |  |  |  |  |  |  |  |  |  |  |  |  |  |  |  |  |  |  |  |  |  |  |  |  |  |  |
|                                                                                   |                                                                                   |                                                                                   |                                                                                   |                                                                                   |                                                                                   |                                    |                                    |                                                                       |                                                                       |                                                                       |                                                                       |                                                                       |                                                                       |                                   |                                   |                                                       |                                                       |                                                       |                                                       |                                                       |                                                       |                                |                                |                                                                            |                                                                            |                                                                            |                                                                            |                                                                            |                                                                            |                                        |                                        |                                                            |                                                            |                                                            |                                                            |                                                            |                                                            |  |  |                                        |                                        |                                        |                                        |                                        |                                        |  |  |  |  |  |  |  |  |  |  |  |  |  |  |  |  |  |  |  |  |  |  |  |  |  |  |  |  |  |  |  |  |  |  |  |  |
|                                                                                   |                                                                                   |                                                                                   |                                                                                   |                                                                                   |                                                                                   |                                    |                                    |                                                                       |                                                                       |                                                                       |                                                                       |                                                                       |                                                                       |                                   |                                   |                                                       |                                                       |                                                       |                                                       |                                                       |                                                       |                                |                                |                                                                            |                                                                            |                                                                            |                                                                            |                                                                            |                                                                            |                                        |                                        |                                                            |                                                            |                                                            |                                                            |                                                            |                                                            |  |  |                                        |                                        |                                        |                                        |                                        |                                        |  |  |  |  |  |  |  |  |  |  |  |  |  |  |  |  |  |  |  |  |  |  |  |  |  |  |  |  |  |  |  |  |  |  |  |  |
| Wilhelmine (Markgräfin von Brandenburg-Bayreuth)                                  | Wilhelmine (Markgräfin von Brandenburg-Bayreuth)                                  | Wilhelmine (Markgräfin von Brandenburg-Bayreuth)                                  | Wilhelmine (Markgräfin von Brandenburg-Bayreuth)                                  | Wilhelmine (Markgräfin von Brandenburg-Bayreuth)                                  | Wilhelmine (Markgräfin von Brandenburg-Bayreuth)                                  |                                    |                                    | Friedrich II. (König von Preußen)                                     | Friedrich II. (König von Preußen)                                     | Friedrich II. (König von Preußen)                                     | Friedrich II. (König von Preußen)                                     | Friedrich II. (König von Preußen)                                     | Friedrich II. (König von Preußen)                                     |                                   |                                   | Friederike Luise (Markgräfin von Brandenburg-Ansbach) | Friederike Luise (Markgräfin von Brandenburg-Ansbach) | Friederike Luise (Markgräfin von Brandenburg-Ansbach) | Friederike Luise (Markgräfin von Brandenburg-Ansbach) | Friederike Luise (Markgräfin von Brandenburg-Ansbach) | Friederike Luise (Markgräfin von Brandenburg-Ansbach) |                                |                                | Philippine Charlotte (Fürstin von Braunschweig-Wolfenbüttel)               | Philippine Charlotte (Fürstin von Braunschweig-Wolfenbüttel)               | Philippine Charlotte (Fürstin von Braunschweig-Wolfenbüttel)               | Philippine Charlotte (Fürstin von Braunschweig-Wolfenbüttel)               | Philippine Charlotte (Fürstin von Braunschweig-Wolfenbüttel)               | Philippine Charlotte (Fürstin von Braunschweig-Wolfenbüttel)               |                                        |                                        | Sophie Dorothea Marie (Markgräfin von Brandenburg-Schwedt) | Sophie Dorothea Marie (Markgräfin von Brandenburg-Schwedt) | Sophie Dorothea Marie (Markgräfin von Brandenburg-Schwedt) | Sophie Dorothea Marie (Markgräfin von Brandenburg-Schwedt) | Sophie Dorothea Marie (Markgräfin von Brandenburg-Schwedt) | Sophie Dorothea Marie (Markgräfin von Brandenburg-Schwedt) |  |  | Luise Ulrike (Königin von Schweden)    | Luise Ulrike (Königin von Schweden)    | Luise Ulrike (Königin von Schweden)    | Luise Ulrike (Königin von Schweden)    | Luise Ulrike (Königin von Schweden)    | Luise Ulrike (Königin von Schweden)    |  |  |  |  |  |  |  |  |  |  |  |  |  |  |  |  |  |  |  |  |  |  |  |  |  |  |  |  |  |  |  |  |  |  |  |  |
| Wilhelmine (Markgräfin von Brandenburg-Bayreuth)                                  | Wilhelmine (Markgräfin von Brandenburg-Bayreuth)                                  | Wilhelmine (Markgräfin von Brandenburg-Bayreuth)                                  | Wilhelmine (Markgräfin von Brandenburg-Bayreuth)                                  | Wilhelmine (Markgräfin von Brandenburg-Bayreuth)                                  | Wilhelmine (Markgräfin von Brandenburg-Bayreuth)                                  |                                    |                                    | Friedrich II. (König von Preußen)                                     | Friedrich II. (König von Preußen)                                     | Friedrich II. (König von Preußen)                                     | Friedrich II. (König von Preußen)                                     | Friedrich II. (König von Preußen)                                     | Friedrich II. (König von Preußen)                                     |                                   |                                   | Friederike Luise (Markgräfin von Brandenburg-Ansbach) | Friederike Luise (Markgräfin von Brandenburg-Ansbach) | Friederike Luise (Markgräfin von Brandenburg-Ansbach) | Friederike Luise (Markgräfin von Brandenburg-Ansbach) | Friederike Luise (Markgräfin von Brandenburg-Ansbach) | Friederike Luise (Markgräfin von Brandenburg-Ansbach) |                                |                                | Philippine Charlotte (Fürstin von Braunschweig-Wolfenbüttel)               | Philippine Charlotte (Fürstin von Braunschweig-Wolfenbüttel)               | Philippine Charlotte (Fürstin von Braunschweig-Wolfenbüttel)               | Philippine Charlotte (Fürstin von Braunschweig-Wolfenbüttel)               | Philippine Charlotte (Fürstin von Braunschweig-Wolfenbüttel)               | Philippine Charlotte (Fürstin von Braunschweig-Wolfenbüttel)               |                                        |                                        | Sophie Dorothea Marie (Markgräfin von Brandenburg-Schwedt) | Sophie Dorothea Marie (Markgräfin von Brandenburg-Schwedt) | Sophie Dorothea Marie (Markgräfin von Brandenburg-Schwedt) | Sophie Dorothea Marie (Markgräfin von Brandenburg-Schwedt) | Sophie Dorothea Marie (Markgräfin von Brandenburg-Schwedt) | Sophie Dorothea Marie (Markgräfin von Brandenburg-Schwedt) |  |  | Luise Ulrike (Königin von Schweden)    | Luise Ulrike (Königin von Schweden)    | Luise Ulrike (Königin von Schweden)    | Luise Ulrike (Königin von Schweden)    | Luise Ulrike (Königin von Schweden)    | Luise Ulrike (Königin von Schweden)    |  |  |  |  |  |  |  |  |  |  |  |  |  |  |  |  |  |  |  |  |  |  |  |  |  |  |  |  |  |  |  |  |  |  |  |  |
|                                                                                   |                                                                                   |                                                                                   |                                                                                   | August Wilhelm (Prinz von Preußen)                                                | August Wilhelm (Prinz von Preußen)                                                | August Wilhelm (Prinz von Preußen) | August Wilhelm (Prinz von Preußen) | August Wilhelm (Prinz von Preußen)                                    | August Wilhelm (Prinz von Preußen)                                    |                                                                       |                                                                       | Amalie (Äbtissin von Quedlinburg)                                     | Amalie (Äbtissin von Quedlinburg)                                     | Amalie (Äbtissin von Quedlinburg) | Amalie (Äbtissin von Quedlinburg) | Amalie (Äbtissin von Quedlinburg)                     | Amalie (Äbtissin von Quedlinburg)                     |                                                       |                                                       | Heinrich (preußischer General)                        | Heinrich (preußischer General)                        | Heinrich (preußischer General) | Heinrich (preußischer General) | Heinrich (preußischer General)                                             | Heinrich (preußischer General)                                             |                                                                            |                                                                            | August Ferdinand (preußischer General)                                     | August Ferdinand (preußischer General)                                     | August Ferdinand (preußischer General) | August Ferdinand (preußischer General) | August Ferdinand (preußischer General)                     | August Ferdinand (preußischer General)                     |                                                            |                                                            |                                                            |                                                            |  |  |                                        |                                        |                                        |                                        |                                        |                                        |  |  |  |  |  |  |  |  |  |  |  |  |  |  |  |  |  |  |  |  |  |  |  |  |  |  |  |  |  |  |  |  |  |  |  |  |